# Комбре (Лоаре)
Комбре (фр. Combreux) насеље је и општина у централној Француској у региону Центар (регион), у департману Лоаре која припада префектури Орлеан.
По подацима из 2011. године у општини је живело 249 становника, а густина насељености је износила 19,65 становника/km². Општина се простире на површини од 12,67 km². Налази се на средњој надморској висини од 127 m метара (максималној 147 m, а минималној 115 m m).

## Демографија
| 1962. | 1968. | 1975. | 1982. | 1990. | 1999. | 2011. |
| ----- | ----- | ----- | ----- | ----- | ----- | ----- |
| 206   | 183   | 163   | 173   | 142   | 202   | 249   |

График промене броја становника у току последњих година